# Ioujno-Soukhokoumsk
Ioujno-Soukhokoumsk (en russe : Ю́жно-Сухоку́мск) est une ville du Daghestan, une république de la fédération de Russie. Sa population s'élevait à 10 666 habitants en 2020.

## Géographie
Ioujno-Soukhokoumsk est située au bord de la rivière Soukhaïa, à 239 km au nord-ouest de Makhatchkala et à 1 358 km au sud-est de Moscou.

## Histoire
La naissance de Ioujno-Soukhokoumsk est liée à l'exploitation de pétrole et de gaz naturel. La localité a reçu le statut de commune urbaine en 1963 et celui de ville en 1988.

## Population

### Démographie
Recensements (*) ou estimations de la population
| 1970* | 1979*  | 1989*  | 2002* | 2010*  | 2012   | 2013   |
| ----- | ------ | ------ | ----- | ------ | ------ | ------ |
| 7 910 | 10 403 | 12 246 | 9 777 | 10 035 | 10 117 | 10 113 |

| 2014   | 2015   | 2016   | 2017   | 2018   | 2019   | 2020   |
| ------ | ------ | ------ | ------ | ------ | ------ | ------ |
| 10 186 | 10 359 | 10 388 | 10 543 | 10 611 | 10 641 | 10 666 |

### Nationalités
Au recensement russe de 2002, la population de Ioujno-Soukhokoumsk se composait de  :
- 47,9 % d'Avars
- 18,5 % de Darguines
- 10,7 % de Lezguiens
- 9,0 % de Laks
- 5,4 % de Russes
- 3,8 % de Koumyks